# Carria shimamatsensis
Carria shimamatsensis là một loài tò vò trong họ Ichneumonidae.